# Адаписы

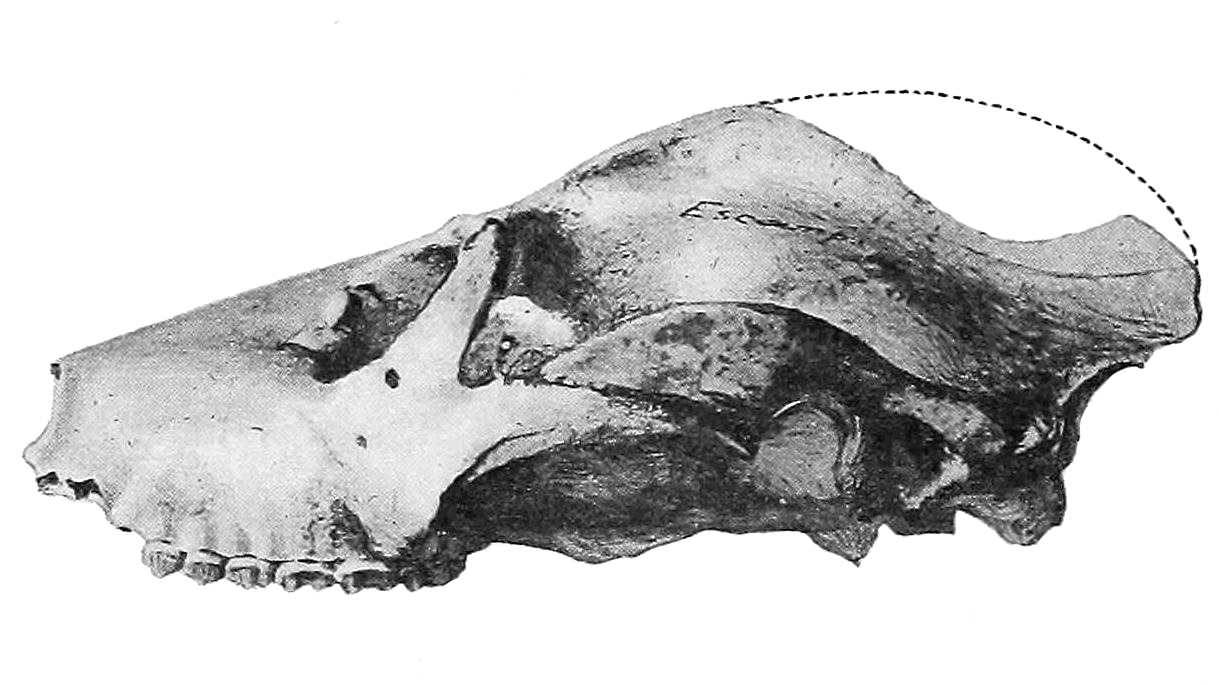
Череп Adapis parisiensis

Адаписы (лат. Adapis) — род ископаемых приматов, обитавших в позднем эоцене и раннем олигоцене на территории современной Европы. По разным оценкам, известны от двух до пяти входящих в данный род видов. Адаписы, получившие научное название в 1821 году, стали первыми из описанных ископаемых приматов, не относящихся к человекообразным.

## История изучения и систематика
Род Adapis, впоследствии давший название таксонам более высокого ранга, был впервые описан в 1821 году Жоржем Кювье, однако ввиду нехватки костного материала систематик предположил, что это ископаемое может относиться к парнокопытным или к толстокожим (отряд, в который в то время включали слонов, бегемотов и носорогов). Это ошибочное представление иллюстрирует название, которое Кювье дал новому роду — Adapis (от лат. ad — «к, перед» — и «Апис», священный бык в древнеегипетском пантеоне). Эта ошибка была исправлена лишь через полвека, и в настоящее время адаписы считаются первыми ископаемыми нечеловекообразными приматами, получившими имя.
Г. Г. Штелин в 1912 и У. К. Грегори в 1920 году продемонстрировали ключевые морфологические отличия европейских приматов, относимых, в том числе к роду Adapis, и их североамериканских родичей, в том числе из рода Notharctus. В итоге в семействе Adapidae были выделены подсемейства Adapinae и Notharctinae соответственно для таксонов Старого и Нового Света; позже получила также определённую поддержку позиция, согласно которой нотарктусы и родственные приматы Америки должны рассматриваться как отдельное семейство.
Ранее считалось, что общим предком для адаписовых и нотарктусовых был ископаемый примат Pelycodus, живший в раннем эоцене, однако в дальнейшем было показано, что этот род разделяет с нотарктидами и другим североамериканским родом — смилодектами — некоторые прогрессивные черты, что исключает его из числа возможных предков адаписов. В то же время биостратиграфический анализ в 1980-е годы показал, что предки адаписов, скорее всего, действительно пришли из Северной Америки. Возможно, что у адаписов был общий предок с широко распространённым ископаемым родом Caenopithecus. Сами адаписы рассматриваются как одни из возможных предков современных мокроносых приматов; во всяком случае, они ближе к современным лемурам, чем нотарктусы.
После того, как из рода Adapis был выделен отдельный род Leptadapis, куда в частности вошёл наиболее крупный вид A. magnus, разные источники насчитывают в роде Adapis от двух до пяти видов, в том числе A. parisiensis (парижский адапис), A. bruni, A.collinsonae, A. stintoni и A. sudrei.

## Внешний облик
Адаписы были среднего размера, с массой тела порядка 1,5 кг, характерной для нескольких разных видов (для сравнения — масса тела представителей рода Microadapis составляла 600 г, Leptadapis — 4 кг, у рода Magnadapis могла доходить до 10 килограммов, а средняя масса тела для всех адаписообразных колеблется около 1 килограмма). Вопрос о половом диморфизме окончательно не решён: часть авторов считает, что половой диморфизм у адаписов имел место (так, по оценке Штелина, самцы парижского адаписа были более чем в полтора раза массивнее самок), тогда как другие полагают, что наличествовало богатство форм и размеров вместо выраженного диморфизма.
Череп широкий и очень низкий, с маленькой черепной коробкой (мозг парижского адаписа имеет массу 8,8 г, что втрое меньше, чем у кошки, выделяется сильно развитая обонятельная луковица), выдающимися скуловыми дугами, а у более крупных экземпляров — хорошо развитыми сагиттальным и затылочным гребнями. Морда относительно короткая. Глазницы сравнительно небольшие, обращённые слегка вверх, а не прямо вперёд, ближе посаженные, чем у современных лемурообразных. Слуховая булла вздутая, барабанная перепонка отдельная, как у современных полуобезьян. Зубная формула — 2.1.4.3. Резцы широкие, лопаточковидные, клыки редуцированы и вместе с резцами образуют рвуще-режущую конструкцию, которая у более поздних лемурообразных превратилась в так называемую зубную гребёнку. У моляров острые кромки, премоляры увеличиваются в размерах и приобретают большее внешнее сходство с молярами по мере удаления от передней части челюсти. У парижского адаписа имеется сросшийся подбородочный симфиз, тогда как у A. sudrei половины нижней челюсти не срастались.
Конечности адаписов были короткими относительно тела, и длина передних и задних конечностей была сопоставимой (у современных лемуров задние конечности развиты намного сильнее, чем передние). Задние конечности характеризуются коротким голеностопным суставом и отсутствием коленного сустава, характерного для скачущих приматов. В то же время, в отличие от современных лориевых, у адаписов не было сильно редуцированного указательного пальца — черты, необходимой для крепкого захвата предметов и характерной для животных, ведущих лазающий образ жизни. Для нижних конечностей характерны большой бугор пяточной кости и короткая таранная кость, напоминающие анатомию современных мартышковых и указывающие на способность к бегу на четырёх ногах.

## Палеоэкология
Адаписы были широко распространены по Европе в позднем эоцене и раннем олигоцене — последний из видов, парижский адапис, обитал там накануне Великого перелома, связанного с сильным падением температур на границе эоцена и олигоцена и знаменовавшего кардинальные изменения в составе европейской фауны. Особенно часто фоссилии адаписов встречаются в эоценовых отложениях во Франции. Палеоботаника показывает, что это была самая тёплая эпоха третичного периода, в которую северные континенты были покрыты влажными тропическими лесами, и с её окончанием адаписообразные исчезают из Европы и Африки и почти вымирают в Северной Америке.
Долгое время на основании анализа имеющихся костей конечностей, а также положения глазниц и формы полукружных каналов уха считалось, что образ жизни адаписов напоминал образ жизни современных потто и других лориевых — медлительных древолазов, по горизонтали передвигающихся на четырёх ногах. Однако отдельные исследования показывают, что адаписы могли быть более быстрыми, в том числе передвигаясь и бегом. Высокий режущий коэффициент, подсчитанный для моляров адаписа, а также сросшийся подбородочный симфиз и наличие затылочного и сагиттального гребней свидетельствуют о богатой волокнами лиственной диете; отмечено сходство устройства моляров адаписа и современных представителей рода кротких лемуров.